# Rákóczibánya
Rákóczibánya es un pueblo ubicado en el condado de Nógrád, Hungría.

## Superficie
Posee una superficie de 4,57 kilómetros cuadrados.

## Demografía
Hasta 2021 la población era de 704 habitantes, con una densidad de población de 154,04 habitantes por kilómetro cuadrado.